# La Voix chantante du Japon
La Voix chantante du Japon (日本のうたごえ / うたごえ運動, Nihon no utagoe / Utagoe-undō) est un mouvement social et politique qui a émergé après la Seconde Guerre mondiale au Japon, basé sur les activités musicales et chorales de la classe ouvrière de la nation entière. Sur la position idéologique du communisme ou du socialisme démocratique, les militants du mouvement organisent des cercles de chœurs dans les usines, dans les écoles et dans leurs zones résidentielles.

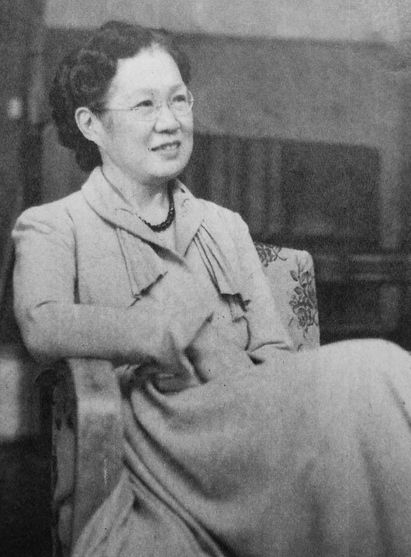
Akiko Seki en 1955.

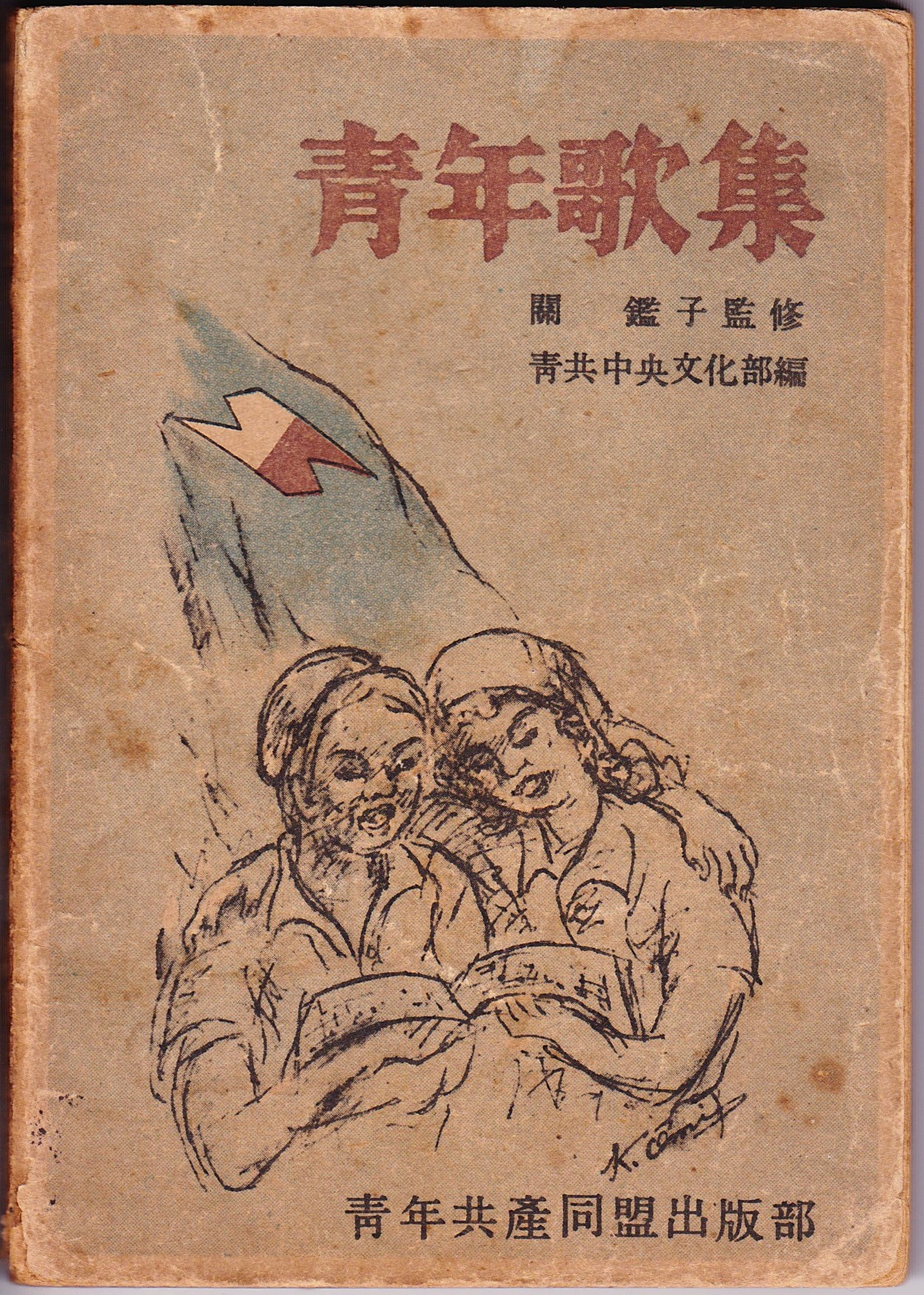
Couverture de la première collection de Chansons pur la jeunesse éditée par Akiko Seki (Tokyo, Typographie de la section culturelle de la Ligue de la jeunesse communiste du Japon, 1948).

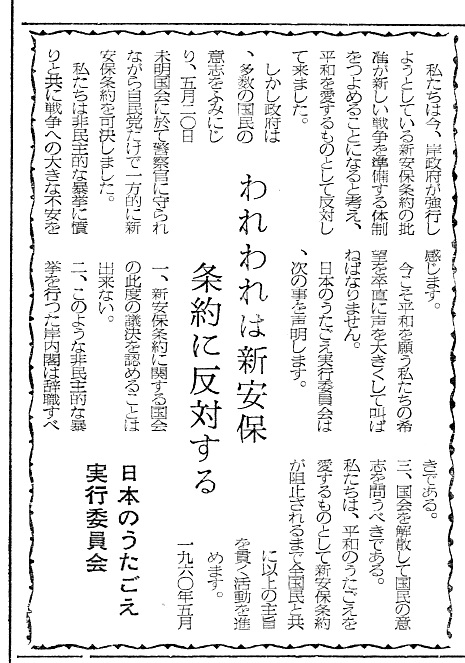
Déclaration du Comité exécutif du Festival, contre le renouvellement du Traité de coopération mutuelle et de sécurité entre les États-Unis et le Japon (Journal de La Voix chantante du Japon, 11 juin 1960).

Le mouvement a atteint son apogée dans les années 1950-60. La chanteuse japonaise Akiko Seki (1899-1973) est généralement considérée comme la fondatrice de La Voix chantante du Japon,,,.

## Chronologie
- 1er mai 1946 : À la première Journée des travailleurs d'après-guerre de Tokyo, Akiko Seki dirigea L'Internationale et la Chanson du drapeau rouge (Version japonaise de la chanson anglaise The Red Flag), et cette expérience l'a amené à la création d'un mouvement musical national de la classe ouvrière[5],[4].
- 10 février 1948 : Akiko Seki a créé le Chœur de la Ligue de la jeunesse communiste du Japon (日本青年共産同盟 中央合唱団, Nihon-seinen-kyōsan-dōmei Chūō-gassyōdan?) à Tokyo, comme le noyau du mouvement musical national de la classe ouvrière[1],[6].
- 29 novembre 1953 : Le premier festival national de La voix chantante du Japon à Tokyo, dans les salles Hibiya Kokaidō (日比谷公会堂) et Kanda Kyōristu Kodō (神田共立講堂)[6].
- 27 novembre 1954 : Le festival national de La voix chantante du Japon ed.1954 à Tokyo, dans Kanda Kyōristu Kōdō et Tokyo Metropolitan Gymnasium (東京都体育館?)[7].
- 14 février 1955 : Mise en place permanente de la Comité exécutif du Festival de la voix chantante du japon (日本のうたごえ実行委員会, Nihon no Utagoe Jikkō-Iinkai?)[6].
- 26 novembre 1955 : Le festival national de La voix chantante du Japon ed.1955 à Tokyo, dans le stade international de Ryōgoku (両国 国際スタジアム?)[6].
- 20 décembre 1955 : Akiko Seki a reçu le Prix Staline pour la paix[4].
- 13 octobre 1957: Le festival national de La voix chantante du Japon ed.1957 à Tokyo, dans Suginami Kōkaidō (杉並公会堂?) et Tokyo Metropolitan Gymnasium[8].
- 4 décembre 1959 : Le festival national de La voix chantante du Japon ed.1959 à Tokyo, dans Suginami Kōkaidō, Tokyo Metropolitan Gymnasium, Syakai Jigyō Kaikan (社会事業会館・久保講堂?) et Tanrō Kaikan (炭労会館?)[9].
- Mai 1960: Déclaration du Comité exécutif du Festival, contre le renouvellement du Traité de coopération mutuelle et de sécurité entre les États-Unis et le Japon (日米安全保障条約, Nichibei-anzen-hosyō-joyaku?)[10].
- Mai 1964: Tour officiel d'honneur des chœurs unis du Comité de La Voix chantante du Japon dans l'Union des républiques socialistes soviétiques[1],[6],[4].
- 7 novembre 1967: Première représentation de la version provisoire de l'opéra Okinawa (歌劇「沖縄」) à Naha (Okinawa) dans la salle Ryūkyū-Shinpō (琉球新報ホール?)[11].
- 25 novembre 1967: Première représentation locale de la version provisoire de l'opéra Okinawa à Tokyo, dans Nippon Budokan (日本武道館?)[12].
- 10 décembre 1969: Première représentation de la version complète de l'opéra Okinawa à Tokyo, dans la salle Shibuya Kokaido (渋谷公会堂)[13],[14],[15].
- Avril 1971: Publication du premier numéro de l'organe théorique trimestriel du comité exécutif de La voix chantante du Japon (季刊日本のうたごえ, Kikan Nihon no Utagoe?)[16].

## Répertoire et organisation
Le répertoire de mouvement comprend principalement les chants révolutionnaires et ceux de la classe ouvrière de différentes nations. Parmi les membres inscrits des comités individuels (régionaux, syndicaux et d'autres) de la voix chantante du Japon est favorisée la création de nouvelles chansons et pièces chorales dans le genre adapté en fonction des besoins du groupe. Selon le programme adopté en 2013, le Conseil national de La voix chantante du Japon a l'intention d'atteindre l'objectif d'inscrire 500 unités musicales et chorales autour du territoire japonais.

## Origine de l'utilisation particulière des hiraganas (うたごえ) pour le nom du mouvement
Généralement, les deux premières lettres du nom japonais officiel du mouvement voix chantante ne sont pas écrites en kanjis 漢字 comme il serait normal pour la majorité de l'écriture d'aujourd'hui, mais en hiraganas うたごえ (Utagoe) au lieu de 歌声. À l'occasion du premier Festival national de 1953, le slogan principal et le titre avaient déjà écrits en hiragana : La Voix chantante est la vitalité de la paix – La Voix chantante du Japon 1953  (うたごえは平和の力 – 1953年日本のうたごえ). À propos de l'origine de cette écriture particulière, Masamitsu Kiyomiya (清宮 正光), un membre fondateur du chœur de la Ligue de la jeunesse communiste du Japon, rappelle le temps de la première publication de l'organe Utagoe (juin 1949) en ces termes :
« …Lorsque nous avions décidé de publier l'organe périodique du chœur, on m'a donné tout le travail éditorial. Il était mon idée de l'appeler avec le mot voix chantante écrit en Hiragana (うたごえ, Utagoe), étant donné que dans cette période ce mot n'était pas encore bien diffusé, et il aurait pu être l'un des opérés plus importants dans ma carrière. Et je l'avais intitulé en Hiragana parce que le but du mouvement était de faire participer une grande partie de la classe ouvrière qui ne serait pas avoir la possibilité d'atteindre même le certificat d'études secondaires, »
Cependant, aussi après la publication de l'orgue du chœur l'écriture du mot Utagoe en kanji (歌声) et une autre avec hiragana (歌ごえ) ont parfois étés utilisés par les auteurs des livres ou des articles sur La Voix chantant du Japon, tandis que l'adoption exclusive de hiragana (うたごえ) pour le mot n'a été jamais rendue officielle par le Comité exécutif national jusqu'à présent. Un exemple notable de telle liberté graphique entre les années 1950-60 pourrait être l'autographe calligraphique de Akiko Seki dédié au Festival national de décembre 1962, sur lequel le mot Utagoe du slogan La voix chantante est la vitalité de la paix うたごえは平和の力 (Utagoe wa Heiwa no Chikara) est écrit de la façon suivante avec un mélange de kanjis et hiraganas : 歌こえ  [sic].

## Relation avec le mouvement ouvrier et le Parti communiste japonais
Sous l'un des slogan du mouvement: Chanter pour la lutte de la classe ouvrière (うたは闘いとともに, Uta wa tatakai to tomo ni), les militants du mouvement ont composé plusieurs chansons pour encourager la protestation des travailleurs contre la discrimination illégale subie par leurs employeurs. Dans les années 1950-1960, la formation des militants du mouvement et la poursuite de l'amélioration de leurs qualités idéologiques, politiques et artistiques ont été considérées comme des moyens importants pour la politique culturelle du Parti communiste japonais (日本共産党, Nihon-Kyōsantō),.
En 1974, Hiromi Fujimoto (藤本洋), le directeur du Comité exécutif national de La Voix chantante du Japon a confirmé le fait que le mouvement avait toujours accueilli les lignes directrices et l'assistance du Parti communiste japonais, à partir du moment de la fondation en 1948.
Aujourd'hui (2016), le seul groupe qui est actif et spécialisé explicitement à l'appui du PCJ est le Chœur de JCP-fans (JCPファン雑唱団, JCP-fan zassyōdan), établi à Kyoto en 2011 par des militants vétérans du mouvement et dirigé par Tadao Yamamoto (山本忠生),,,,,,,,, chef de chœur et membre ordinaire du Conseil national de La Voix chantante du Japon: le chœur, témoignant le lien historique, prend son nom de l'acronyme anglais officiel du parti: JCP (Japanese Communist Party). Son activité est fortement liée au mouvement et il y a eu plusieurs occasions dans les festivals associés avec le Parti, lorsque le Chœur de JCP-fans a participé aux chorales unis des membres bénévoles de La Voix chantante du Japon.

Logo officiel du Parti communiste japonais avec l'acronyme souligné: JCP

Concerts notables et performances du chœur
- 11 février 2011, Kyoto Kaikan Hall: Concert parrainé par le Comité de Kyoto du PCJ. [「いっぱい花咲かそうコンサート」（京都会館）][32]
- 1er août 2013, Nishijin Bunka Center (Kyoto): Live culturel Pub révolutionnaire, en collaboration avec (ja) Tokiko Nishiyama 西山登紀子, ancienne sénatrice de PCJ. [文化ライブ「革命酒場」（西陣文化センター）、西山登紀子（日本共産党元参議院議員）共演][33]
- 23 septembre 2014, Parc Takaragaike (Kyoto): Festival Kyoto ed. 2014, organisé par le Comité de Kyoto du PCJ. [「2014 京都まつり」（宝が池公園）][34]
- 1er février 2015, Kyoiku Bunka Center (Kyoto): Festival parrainé par le Comité de Kyoto du PCJ. [「いっぱい花咲かそうフェスタ」（京都教育文化センター）][35]
- 29 avril 2016, Parc Takaragaike (Kyoto): Festival Kyoto ed. 2016, organisé par le Comité de Kyoto du PCJ, performance avec (ja) Seifuku Kojo Iinkai (SKI) et (en) Akira Koike 小池晃, sénateur et secrétaire général du PCJ.[「2016 京都まつり」（宝が池公園）。制服向上委員会、小池晃（参議院議員・日本共産党書記局長）共演][36],[37]

## Épisode d'un ministre du Trésor qui a essayé d'exhiber sa compétence culturelle en proférant le nom du mouvement
En 1963, au cours d'une discussion à la Commission du Budget de la Chambre des conseillers du Japon (参議院予算委員会, Sangiin Yosan-iinkai) autour des taxes imposables sur les billets d'entrée aux théâtres, Gorō Sudō (須藤五郎), membre du Parti communiste japonais et militant du mouvement de La Voix chantante du Japon demanda si Kakuei Tanaka (田中角栄), le ministre du Trésor d'alors, connaissait l'existence d'une association des travailleurs amateurs de concerts; à quelle question le ministre Tanaka dut répondre : « Je n'en sais pas beaucoup ». Ainsi, Sudō repris son discours, mais le ministre qui pour un moment écoutait la poursuite du discours, l'interrompit en disant : « La Voix chantante... (うたごえ．．．, Utagoe...) » et Sudō lui a répondu : « Pas La Voix chantante du Japon. Je parle d'une association des auditeurs de musique. La Voix chantante du Japon est un mouvement du ceux qui chantent »,.

## Personnalités et militants historiques du mouvement

### Akiko Seki (関鑑子)
Chanteuse, fondatrice du mouvement (1899-1973),,.

### Tadasuke Seki(関忠亮)
Chanteur, compositeur (1915-1994)
Compositions
- Hareta gogatsu (晴れた五月)
- Utsukusiki sokoku no tameni (美しき祖国のために)[40]

Écrits
- Articles publiés sur le magazine culturel mensuel du Parti communiste japonais Bunka-hyōron (日本共産党中央委員会文化誌『文化評論』?) ((ja) Recherche-NDL) :
  - À propos des compositions de Sakae Araki: la vie et les œuvres d'un compositeur né du mouvement de La Voix chantante du Japon (荒木栄の作曲をめぐって - うたごえ運動が生んだ作曲家の生涯と業績, Araki Sakae no sakkyoku wo megutte - Utagoe ga unda sakkyokuka no syōgai?), Mars 1966.
  - Chants de la vie nouvelle, chants de la lutte: les résultats obtenus au cours des 20 années de La Voix chantante du Japon (新しい生活のうた、たたかいのうた - うたごえ運動二十年の成果, Atarashii seikatsu no uta, tatakai no uta - Utagoe-undō 20 nen no seika?), Février 1969.
  - Le monde musical et les mouvements musicaux du Japon qui procèdent à l'an 1970 (1970年を前にした日本の音楽界と音楽運動, 1970 nen wo mae ni shita Nihon no ongakukai to ongaku-undō?), Juillet 1969.
  - Deux ans avec un cercle de chœur (ある合唱サークルとの二年間, Aru gassyō sākuru tono 2 nenkan?), Mars 1972.

Exemples des vers mis en musique par Tadasuke Seki
- Au ciel limpide du 1er mai (晴れた五月, Hareta gogatsu?)

| Vers originaux japonais | Traduction française |
| --- | --- |
| 晴れた五月の青空に うたごえ高く響かせて 進むわれらの先頭に なびくは赤い組合旗 歴史も長いメーデーの 血で染められた この旗は ああ 万国の労働者 団結せよ と叫んでる 人民解放戦線の 前衛 われら労働者 闘い抜こう 勝ち抜こう 掲げよ 高く 赤旗を | Au ciel limpide du 1er mai En chantant à voix haute, Nous marchons avec le drapeau rouge syndical Hissé vers l'avant. Ce drapeau du 1er mai teint du sang dans la longue histoire Crie: Ah, unissez-vous, Travailleurs de toutes les nations. Nous travailleurs sommes l'avant-garde Du front populaire de libération. Nous lutterons et vaincrons jusqu'à la fin. Hissez en haut le drapeau rouge. |

- Pour notre belle patrie (美しき祖国のために, Utsukusiki sokoku no tameni?)

| Vers originaux japonais | Traduction française |
| --- | --- |
| 広々とした海 海に立つ島 美しい国の若者 僕ら 広々とした野と 野の果ての山 働く人の娘 私たち 破られた村と町 けれど見よ 強く 僕らの胸に燃える火 汚された姉 いもうと けれど今 若き私たち 平和を守る 美しい祖国のために 鎖を断つは今 固く手を結び たたかう われら | La mer immense, les îles baignées de cette mer, Nous sommes jeunes d'un beau pays. Le champ immense, les montagnes au fond du champ, Nous sommes filles des travailleurs. Les pays et les villes ont été détruits, Mais voyez, la flamme intense qui brûle dans notre sein. Nos sœurs ont été déshonorées, Mais maintenant nous, de la jeune génération, gardons la paix. Pour notre belle patrie, Il est temps maintenant de couper la chaîne, Et en joignant les mains solides, C'est nous qui luttons. |

### Sakae Araki (荒木栄)
Compositeur (1924-1962),,,
Compositions
- Moyase tōkon (燃やせ闘魂)
- Hoshiyo omae wa (星よお前は)
- Okinawa wo kaese (沖縄を返せ)[45]
- Kodomo wo mamoru uta (子供を守るうた)
- Don to koi (どんと来い)
- Miike no syufu no komoriuta (三池の主婦の子守唄)
- Ganbarou (がんばろう)[45]
- Kokoro wa itsumo yoakeda (心はいつも夜明けだ)
- Chitei [Jizoko] no uta (地底のうた)
- Kono syōri hibike, todoroke (この勝利ひびけとどろけ)
- Waga haha no uta (わが母のうた)[45]

Exemples des vers mis en musique par Sakae Araki
- Redonnez-nous Okinawa (沖縄を返せ, Okinawa wo kaese?)

| Vers originaux japonais | Traduction française |
| --- | --- |
| 固き土を破りて 民族の怒りに燃ゆる島 沖縄よ われらとわれらの祖先が血と汗をもて 守り育てた 沖縄よ われらは叫ぶ 沖縄よ われらのものだ 沖縄は 沖縄を返せ 沖縄を返せ | En brisant le sol dur, les îles sont enflammées De la colère nationale: c'est ainsi Okinawa. Nous et nos ancêtres les avons défendues et nourries Avec du sang et de la sueur: c'est donc Okinawa. Nous crions: Okinawa, tu es à nous, Okinawa. Redonnez-nous Okinawa, redonnez-nous Okinawa. |

- On se bat! (がんばろう, Ganbarou?)

| Vers originaux japonais | Traduction française |
| --- | --- |
| がんばろう！ 突き上げる空に くろがねの 男の こぶしがある 燃え上がる 女の こぶしがある たたかいは ここから たたかいは 今から がんばろう！ 突き上げる空に 輪をつなぐ 仲間の こぶしがある 押し寄せる 仲間の こぶしがある たたかいは ここから たたかいは 今から がんばろう！ 突き上げる空に 国のうち そとの こぶしがある 勝鬨を呼ぶ こぶしは一つ たたかいは ここから たたかいは 今から おう！ | On se bat! Vers le ciel s'élèvent Les poings des hommes, Les poings enflammés des femmes. La lutte commence ici, La lutte commence maintenant. On se bat! Vers le ciel s'élèvent Les poings des compagnons qui adhèrent à l'union, Les poings des compagnons qui affluent. La lutte commence ici, La lutte commence maintenant. On se bat! Vers le ciel s'élèvent Les poings hors du pays et dans le pays, Mais le seul poing nous apportera le cri victorieux. La lutte commence ici, La lutte commence maintenant. Oh! |

- Berceuse des femmes au foyer de Miike (三池の主婦の子守唄, Miike no syufu no komoriuta)

| Vers originaux japonais | Traduction française |
| --- | --- |
| 雨の降る夜は辛かろね ホッパーにらんで夜明けまで 無口のあんたが火を囲む ビニール小屋に届けたい 腹巻 綿入れ 卵酒 小さな拳を振り上げて 「けいかん かえれ！」と叫んだ子 目玉を 命を奪われた たぎる仲間の憎しみを この子に 孫に継がせよう 燃える三池の火の柱 ひろがれ国のすみずみに 母ちゃんたちの正しさが 勝利の朝を呼んでいる 眠れ 坊やよ 安らかに | La nuit pluvieuse te fera souffrir, Toi qui en surveillant la trémie jusqu'à l'aube Taciturne te réchauffes d'un feu. Je voudrais apporter à ta cabane en vinyle, Haramaki, jaquette chaude et saké d'œuf. Notre enfant en levant son petit poing A crié : Va-t'en, policier ! Je vais lui faire transmettre à mes petits-enfants La haine bouillonnante des compagnons Auxquels on a ôté les yeux, la vie. Colonne de feu de Miike qui t'enflammes, Propage-toi, jusqu'à tous les coins de la nation. Notre justesse, des mères, Rappelle le matin victorieux. Dors, enfant, en paix. |
- Chants des souterrains (地底のうた, Chitei [Jizoko] no uta?)

| Vers originaux japonais | Traduction française |
| --- | --- |
| 有明の海の底ふかく 地底にいどむ男たち 働く者の火をかかげ 豊かな明日と平和のために たたかい続ける 革命の前衛 炭鉱労働者 眠った坊やのふくらんだ 頬をつついて表に出れば 夜の空気の冷え冷えと 朝の近さを告げている 「ご安全に」と妻の声 渡す弁当のぬくもりには つらい差別に負けるなと 心をこめた同志愛 夜は暗く 壁は厚い だけれど おれたちゃ負けないぞ 職制の脅かし 恐れんぞ あのでっかい闘いで 会社や ポリ公や 裁判所や 暴力団と 男も 女も 子供も 年寄りも 「がんばろう！」の歌を武器に スクラムを武器に 闘い続けたことを 忘れんぞ 夜の社宅の眠りの中から あっちこっちから やって来る仲間 悲しみも 喜びも 分け合う仲間 闇の中でも心は通う 地底に続く闘い目指し 今日も切羽へ 一番方 出勤 崩れる炭壁 ほこりは舞い 汗はあふれ かつぐ坑木 肩は破れ 血はしたたる ドリルはうなり 流れるコンベア 柱はきしむ 独占資本の合理化と 命を賭けた闘いが 夜も 昼も 暗い坑道 地熱に焼け ただようガス 岩の間から したたる水 頬を濡らし カッターはわめき 飛び去る炭車 岩盤きしむ 「落盤だぁー、埋まったぞぅ！」 米日反動の搾取と 命を賭けた闘いが 夜も 昼も 続く 落盤で殺された友の 変わり果てた姿 狂おしく取りすがる 奥さんの悲しみ 幼子は何も知らず 背中で眠る 胸つき上げる この怒り ピケでは刺し殺され 落盤では押しつぶされ 炭車のレールを血で染めた仲間 労働強化と保安のサボで 次々に 仲間の命が奪われていく 奪った奴は誰だ 「三井独占！」 殺した奴は誰だ 「アメリカ帝国主義！」 奪った奴を 殺した奴を 許さないぞ 断じて許さないぞ 俺たちは栄えある 三池炭鉱労働者 団結の絆 さらに強く 真実の敵 打ち砕く 力に満ちた闘いを 足取り高く すすめよう 俺たちは栄えある 三池炭鉱労働者 スクラムを捨てた仲間 憎まず 真実の敵 打ち砕く 自信に満ちた闘いの 手を差し伸べよう 呼びかけよう 俺たちは栄えある 三池炭鉱労働者 弾圧を恐れぬ 不敵の心 真実の敵 打ち砕く 勇気に満ちた闘いで 平和の砦 固めよう | Sous le bas du fond de la Mer d'Ariake Il y a des hommes qui explorent les souterrains. En élevant le flambeau de la classe ouvrière Ils continuent à lutter Pour atteindre l'avenir prospère et la paix. C'est l'avant-garde de la Révolution: Les travailleurs de la houillère. Après avoir appuyé une joue enflée De mon petit fils, je sors de la maison Et sens l'air froid de la nuit Qui m'annonce la proximité du matin. La voix de ma femme: "Attention à la sécurité" En me donnant le panier-repas tiède, Avec l'affection entre compagnons de lutte, Me dit de ne pas céder à la discrimination inhumaine. La nuit est obscure et l'obstacles sont durs. Mais nous ne céderons pas, Nous ne craignons pas La menace des administrateurs. Dans cette grande grève Nous avons continué le combat jusqu'à la fin, Nous hommes, femmes, enfants, vieux, Contre l'entreprise, la police, Le tribunal et les clans criminels, En nous armant de la chanson: "On se bat!", En nous armant de la mêlée. Nous ne l'oublierons jamais. Du sommeil des appartements de la compagnie, De toute part, nos compagnons arrivent: Compagnons à partager la joie et des larmes Aussi dans l'espace obscur. Afin que la lutte soit continue Dans les souterrains, Le premier tour des travailleurs Est encore aujourd'hui Présent à la face de galerie. Le mur carbonique qui se écroule, La poussière vole, La sueur jaillit, Le bois de mine que nous portons Déchire la robe à l'épaule, Et fait goutter le sang, La perceuse hurle, Le convoyeur à bande marche, Les piliers crissent: Le combat au risque de la vie Contre la rationalisation Par le capital monopoliste, jour et nuit. Les galeries de mine Sont brûlées par chaleur géothermique, Le gaz toxique émane, L'eau qui dégoutte Parmi les rochers Baigne nos joues, Le coupeur hurle, Des berlines de mine courent en fuite Les substrats rocheux crissent. Fondis! Ils sont enterrés! Le combat au risque de la vie contre l'exploitation Par les réactionnaires nippo-américaines, Coutinue jour et nuit. Notre ami très transfiguré, tué par le fondis. La douleur de sa femme Qui embrasse follement le corps de lui. Leur bébé complètement inconscient Dort sur le dos de sa mère. Cette colère qui me remplit la poitrine. Nos compagnons poignardés à mort au piquet de grève, Compagnons écrasés dans le fondis, En teintant de leur sang Les rails des berlines de mine. Par l'intensification des travaux Et le sabotage de la sécurité d'emploi L'existence de nos collègues est éliminé Une après l'autre. Qui est-ce qui l'a éliminée? Le capital monopoliste de Mitsui! Qui est-ce qui les a tués? L'impérialisme américain! Ne pardonnons pas ceux qui l'ont éliminée, Ceux qui les ont tués, Ne les pardonnons jamais. Nous sommes fiers d'être Travailleurs de la houillère de Miike. Nous renforçons encore plus Le lien de notre union. À grandes enjambées poussons en avant La lutte pleine de force Pour détruire les ennemis de la vérité. Nous sommes fiers d'être Travailleurs de la houillère de Miike. Nous ne haïssons pas les compagnons qui ont quitté la mêlée. Tendons la main, répandons l'appel De la lutte pleine de confiance en nous-même, Pour détruire les ennemis de la vérité. Nous sommes fiers d'être Travailleurs de la houillère de Miike. Notre cœur imbattable N'a pas peur de la répression. Consolidons la forteresse de la paix Au moyen de la lutte pleine de courage Pour détruire les ennemis de la vérité. |

- Chant de notre mère (わが母のうた, Waga haha no uta?)

| Vers originaux japonais | Traduction française |
| --- | --- |
| あらぐさの実が熟れて 土深く芽生える朝に ああ わが母こそ太陽 闘いを育てる太陽 あらぐさのたくましさ 踏まれても伸び広がって ああ わが母こそ太陽 闘いを育てる太陽 あらぐさの花のすがしさ いち早く迎える春を ああ わが母こそ太陽 闘いを育てる太陽 あらぐさは私たち 闘いに深く根ざして ああ わが母こそ太陽 闘いを育てる太陽 | Au matin quand les fruits des herbes sauvages mûrissent, Et aussi les mêmes herbes germent dans le sol profond. Ah, notre mère est le soleil, Le soleil qui nourrit la lutte. La résistance des herbes sauvages Qui dépit d'être piétinées, grandissent à s'étendre. Ah, notre mère est le soleil, Le soleil qui nourrit la lutte. La fraîcheur de la fluer des herbes sauvages, Au printemps, qu'ils rencontrent bientôt. Ah, notre mère est le soleil, Le soleil qui nourrit la lutte. C'est nous tous: les herbes sauvages, Profondément enracinées dans la lutte. Ah, notre mère est le soleil, Le soleil qui nourrit la lutte. |

### Kuniyoshi Kōya (神谷国善)
Choriste (1926-)
Écrits
- Articles publiés sur le magazine théorique et politique mensuel du Parti communiste japonais Zen'ei (日本共産党中央委員会理論政治誌『前衛』?) ((ja) Recherche-NDL) :
  - Ce qu'on peut apprendre de Sakae Araki - les chants et la vie du compositeur de la classe ouvrière (荒木栄から学ぶもの - 労働者作曲家の歌と生涯, Araki Sakae kara manabu mono - Rōdōsya sakkyokuka no uta to syōgai?), Janvier 1986.
  - Pour un développement riche de la culture musicale (音楽文化のゆたかな発展のために, Ongaku-bunka no yutakana hatten no tame ni?), Janvier 1988.
- Articles publiés sur le magazine culturel mensuel du Parti communiste japonais Bunka-hyōron (日本共産党中央委員会文化誌『文化評論』?) ((ja) Recherche-NDL) :
  - Les nouvelles du Festival de la Voix chantante du Japon à Okinawa (日本のうたごえ沖繩公演から, Nihon no Utagoe Okinawa kōen kara?), Octobre 1966.
  - Les activités syndicalistes et les cercles culturels (労働組合運動と文化サークル, Rōdō-kumiai-undō to bunka sākuru?), Mars 1972.
  - La personnalité et les œuvres musicales de Sakae Araki (荒木栄の人と作品 - 没後十周年にあたって, Araki Sakae no hito to sakuhin - botsugo 10 syūnen ni atatte?), Novembre 1972.
  - Les équipes d'opération culturelle et la surestimation des mêmes (文工隊と｢文工隊主義｣, Bunkōtai to Bunkōtai-syugi?), Mai 1974.

### Gorō Sudō (須藤五郎)
Compositeur, chef d'orchestre de la Revue Takarazuka (宝塚歌劇団, Takarazuka Kagekidan), ancien sénateur du Parti communiste japonais (1897-1988),

### Yoritoyo Inoue (井上頼豊)
Violoncelliste (1912-1996)
Écrits
- Articles publiés sur le magazine culturel mensuel du Parti communiste japonais Bunka-hyōron (日本共産党中央委員会文化誌『文化評論』?) ((ja) Recherche-NDL) :
  - 16 ans de La Voix chantante du Japon: ses résultats du point de vue musical (うたごえの16年 － その音楽面の成果, Utagoe no 16 nen - Sono ongakumen no seika?), Mars 1965.
  - Espoir et attente pour le mouvement musical de l'avenir (これからの音楽運動への希望と期待, Korekara no ongaku-undō he no kibō to kitai?), Septembre 1975.
  - Ce qui sera après les attaques anticommunistes (反共攻撃のあとにくるもの, Hankyō kōgeki no ato ni kuru mono?), Avril 1976.
- Articles publiés sur le magazine théorique et politique mensuel du Parti communiste japonais Zen'ei (日本共産党中央委員会理論政治誌『前衛』?) ((ja) Recherche-NDL):
  - Dans l'attente de développement et bond en avant de La Voix chantante du Japon: pour le prochain cinquantenaire du mouvement (うたごえの発展と飛躍への期待 - 近づく50周年を前に?), Janvier 1996, p. 194-203.

### Katsura Nakazawa (中澤桂)
Soprano (1933-2016),

### Nobuo Terahara (寺原伸夫)
Compositeur (1928-1998)
Compositions
- Suite: l'aube du Japon (日本の夜明け)[51]

Écrits
- Articles publiés sur le magazine mensuel de l'Union des enseignants du Japon (日本教職員組合, Nihon kyōsyokuin kumiai?), Kyōiku-hyōron (教育評論?) ((ja) Recherche-NDL) :
  - Le mouvement de La Voix chantante du Japon et les enseignants (うたごえ運動と教師, Utagoe-undō to Kyōshi?), Janvier 1962.
  - Les travailleurs japonais - le Festival national ed.1963 de La Voix chantante du Japon qui a progressé (「日本の労働者 - 前進した1963年日本のうたごえ祭典」, Nihon no rōdōsya - Zenshin shita 1963 nen Nihon no Utagoe?), Février 1964.

### Michio Mamiya (間宮芳生)
Compositeur (1929-).
Écrits
- L'éducation musicale considérée comme un enseignement scolaire - en relation avec le mouvement de La Voix chantante du Japon (学校教育としての音楽教育 - うたごえ運動にふれて, Gakkō-kyōiku toshiteno ongaku-kyōiku - Utagoe-undō ni furete?)[52]

### Kazuo Okada (岡田和夫)
Compositeur, chef de chœur (1931-)
Compositions
- Minzoku-dokuritsu-kōdōtai no uta (民族独立行動隊の歌)[53]

Exemples des vers mis en musique par Kazuo Okada
- Chanson de l'équipe active pour l'indépendance nationale (民族独立行動隊の歌, Minzoku-dokuritsu-kōdōtai no uta?)

| Vers originaux japonais | Traduction française |
| --- | --- |
| 民族の自由を守れ 決起せよ 祖国の労働者 栄えある革命の伝統を守れ 血潮には正義の 血潮もて叩き出せ 民族の敵 国を売る犬どもを 進め 進め 団結固く 民族独立行動隊 前へ 前へ 進め 民族の平和を勝ち取れ ふるさと 南部工業地帯 ふたたび 焼け土の原と化すな 力には正義の 力もて叩き出せ 民族の敵 戦争の計画者 進め 進め 旗を守りて 民族独立行動隊 前へ 前へ 進め | Défendons la liberté de la nation, Soulevez-vous, travailleurs de la patrie, Défendons la glorieuse tradition de la révolution. Avec les moyens du sang de la justice Excrétons le sang voulu par les ennemis de la nation, Par les infâmes traîtres de la patrie. Marchons, marchons, unissons-nous fortement, Nous sommes l'équipe active pour l'indépendance nationale, Marchons en avant, en avant. Conquérons la paix de la nation, Notre ville natale, la zone industrielle du Sud, Pas devenir une nouvelle fois quelles ruines brûlés. Avec les moyens de la force de la justice Excrétons la force voulue par les ennemis de la nation, Par ceux qui préparent la guerre. Marchons, marchons, en gardant le drapeau, Nous sommes l'équipe active pour l'indépendance nationale, Marchons en avant, en avant. |

### Hikaru Hayashi (林光)
Compositeur (1931-2012).
Compositions
- Tatakai no naka ni (たたかいの中に)[55]
- Utagoe yo asu no tame ni (うたごえよ明日のために)[55]

Exemples des vers mis en musique par Hikaru Hayashi
- Dans la lutte (たたかいの中に, Tatakai no naka ni?)

| Vers originaux japonais | Traduction française |
| --- | --- |
| たたかいの中に 嵐の中に 若者の魂は 鍛えられる たたかいの中に 嵐の中に 若者の心は 美しくなってゆく 吹けよ 北風 吹雪 その中を 僕らは駆けて行こう 唇に微笑みをもって 僕らは駆けて行こう 明日は必ず 僕ら 若者に 勝利の歌が うたえるように 行こう みんな 行こう | Dans la lutte, dans la tempête Le cœur de la jeunesse est renforcé Dans la lutte, dans la tempête L'âme de la jeunesse est affinée. Venez, vent du nord et tempête de neige, Nous allons courir avant malgré tout, Avec un sourire sur les lèvres, Nous allons courir avant malgré tout. Allons tous, afin que demain Nous, les jeunes, de façon certaine Puissions chanter la chanson de la victoire. |

### Yūzō Toyama (外山雄三)
Chef d'orchestre (1931-).

### Susumu Ōnishi (大西進)
Compositeur (1931-)
Compositions
- Akatsuki no sora ni (あかつきの空に)
- Taiyō wo todokeni (太陽をとどけに - 赤旗配達員の歌)[58]
- Atarasii taiyō wa noboru (あたらしい太陽は昇る)
- Kuni juu hitotsu ni (国じゅう一つに)[58]

Exemples des vers mis en musique par Susumu Ōnishi
- Unissons-nous, population entière (国じゅう一つに, Kuni juu hitotsu ni?)

| Vers originaux japonais | Traduction française |
| --- | --- |
| 安保廃棄！ 沖縄返せ！ 安保廃棄！ 沖縄返せ！ 煮えたぎる怒りを 国じゅう一つに 命を奪う奴らを 見逃しはしない 聞け 人民の この叫び 行け 堂々と 旗かかげ 安保廃棄！ 沖縄返せ！ キビ畑に倒された 少女の胸から 吹き出す赤い血潮を 忘れはしない 聞け 百万の 血の叫び 行け 堂々と 旗かかげ 安保廃棄！ 沖縄返せ！ 押し寄せる足どり 湧きあがる声は 夜明けを告げる祖国の 勝鬨をうたう 聞け 人民の この叫び 行け 堂々と 旗かかげ | Annulez le Traité (de coopération mutuelle et de sécurité entre les États-Unis et le Japon)! Redonnez-nous Okinawa! Annulez le Traité! Redonnez-nous Okinawa! Pour cette colère bouillonnante Unissons-nous, population entière. Nous ne perdons pas de vue Ceux qui tuent les vies humaines. Ecoutez, ces cris du peuple, Marchez courageusement, en hissant le drapeau. Annulez le Traité! Redonnez-nous Okinawa! Nous allons pas oublier le sang rouge qui coulait de la poitrine de la jeune fille abattue sur le champ de mil. Ecoutez, un million de cris sanguins, Marchez courageusement, en hissant le drapeau. Annulez le Traité! Redonnez-nous Okinawa! Les marches impétueuses Et les voix soulevées Chantent les cris victorieux De la patrie qui annonce l'aube. Ecoutez, ces cris du peuple, Marchez courageusement, en hissant le drapeau. |

- Pour distribuer le soleil - Chansons du livreur de Akahata (太陽をとどけに - 赤旗配達員の歌, Taiyō wo todokeni - Akahata haitatsuin no uta?)

| Vers originaux japonais | Traduction française |
| --- | --- |
| さあ 行こう 太陽をとどけに まだ明けぬ 夜を切りさき 路地から路地 翼を広げ おはよう 赤旗 おはよう 赤旗です 前進だ 太陽をとどけに 雨風に 手はこごえても ぼくらの胸は 炎ともえて おはよう 赤旗 おはよう 赤旗です 胸張って 太陽をとどけに 働く者に 真実つげる 祖国の夜明け ぼくらの手から おはよう 赤旗 おはよう 赤旗です | Allons, Pour distribuer le Soleil, En fendant la nuit avant l'aube D'une ruelle à l'autre avec les ailes étendues. Bonjour, Akahata. Bonjour: Akahata à vous. Avançons, Pour distribuer le Soleil. Tandis que nos mains sont froides de la pluie et du vent Notre cœur brûle comme la flamme. Bonjour, Akahata. Bonjour: Akahata à vous. Allons fièrement Pour distribuer le Soleil Qui annonce la vérité à la classe ouvrière: L'aube de la patrie naît de nos mains. Bonjour, Akahata. Bonjour: Akahata à vous. |

### Nobuo Sugimoto (杉本信夫)
Compositeur, musicologue (1934-)
Compositions
- Warera sono michi wo yuku (われらその道を行く): musique chorale composée pour le 45e anniversaire du Parti communiste japonais (日本共産党, Nihon-kyōsantō?)[59].

Exemples des vers mis en musique par Nobuo Sugimoto
- Nous marchons sur ce chemin (われらその道を行く, Warera sono michi wo yuku?)

| Vers originaux japonais | Traduction française |
| --- | --- |
| 闘いの夜明けよ 耐え抜いた試練よ ひざまずかない 思想（こころ）を刻んで 革命の意味を 教えてくれた 同志たちよ 未来を切りひらく その道を われらは行く 解放された明日を この手に握るために 引き裂かれた平和よ 奪われた自由よ 怒りは燃え上がれ 雪崩の力で 独立の願いよ 祖国の敵を 打ち砕け 未来を切りひらく その道を われらは行く 解放された明日を この手に握るために とめどなく溢れて 闘いの歌よ 心と血をつなげ 組まれた腕に 歴史が重なり 勝利の朝に 拳あがれ 未来を切りひらく その道を われらは行く 解放された明日を この手に握るために 赤旗をかざして 足音よ 進め 町や村を進め 戦列の海に 団結はうねり 階級の砦よ いざ進め 未来を切りひらく その道を われらは行く 解放された明日を この手に握るために | L'aube de la lutte, Les ordalies souffertes, La pensée sculptée au cœur Qui ne condescend jamais, Compagnons qui me ont appris La signification de la Révolution. Nous marchons sur ce chemin Qui ouvre notre avenir Afin que nous puissions saisir Avec cette main Un demain qui sera libéré. La paix déchirée, La liberté arraché: Que la colère s'enflamme Avec la force D'une avalanche. L'espoir de l'indépendance nationale, Brise les ennemis de la patrie. Nous marchons sur ce chemin Qui ouvre notre avenir Afin que nous puissions saisir Avec cette main Un demain qui sera libéré. Chants de la lutte, Vous affluez sans cesse, En unissant les cœurs Et les sangs. Les histoires se accumulent, Et que les poings s'élèvent Au matin de la victoire Nous marchons sur ce chemin Qui ouvre notre avenir Afin que nous puissions saisir Avec cette main Un demain qui sera libéré. En brandissant le drapeau rouge Poussons les pas en avant. Marchons à travers les pays et les villes. Dans la mer de la ligne des combats Les unités populaire ondulent. Forteresse de la classe ouvrière, Hâte la marche. Nous marchons sur ce chemin Qui ouvre notre avenir Afin que nous puissions saisir Avec cette main Un demain qui sera libéré. |

### Kiminobu Sōma (相馬公信)
Compositeur, choriste (1942-)
Compositions
- Hitosuji no michi (ひとすじの道): musique chorale composée pour le 50e anniversaire du Parti communiste japonais (日本共産党, Nihon-kyōsantō?)[60].

Exemples des vers mis en musique par Kiminobu Sōma
- Le seul chemin ('ひとすじの道, Hitosuji no michi?)

| Vers originaux japonais | Traduction française |
| --- | --- |
| ひとすじの道 未来へ続く道 受け継ごう 激しい弾圧に 耐え抜いた誇りが 人民の胸から胸へ 刻み続けた道 その伝統に 新しい闘いを重ね 今こそ 進もう ひとすじの この道を ひとすじの道 平和を築く道 忘れまい 闘いのなかばに 倒れた同志たちが 大空にはばたく自由を 愛を託した道 その願いに 新しい闘いを重ね 今こそ 進もう ひとすじの この道を ひとすじの道 解放への道 勝ち取ろう 限りなき戦列が 祖国の山並みに 朝あけの太陽を呼ぶ 勝利へ続く道 その闘いに 新しい闘いを重ね 今こそ 進もう ひとすじの この道を | Le seul chemin Qui nous conduit à l'avenir: Nous l'héritons. Notre fierté d'avoir souffert Les répressions féroces A sculpté ce chemin Dans une poitrine Et dans une autre du peuple. En ajoutant à cette tradition Une nouvelle lutte Maintenant, nous marchons Sur ce seul chemin. Le seul chemin Pour construire la paix: Nous ne l'oublierons. Nos compagnons disparus À mi-chemin de la lutte Ont confié à lui, La liberté de voler Dans le ciel immense, et l'amour. En ajoutant à leur espoir Une nouvelle lutte Maintenant, nous marchons Sur ce seul chemin. Le seul chemin Qui nous conduit à la libération: Nous le conquerrons. La ligne interminable des combats Rappelle le soleil d'aube Sur la chaîne de montagnes de notre patrie. Le chemin qui nous mènera à la victoire. En ajoutant à cette lutte Une nouvelle lutte Maintenant, nous marchons Sur ce seul chemin. |

### Tadao Yamamoto (山本忠生)
Chef de chœur, compositeur, directeur musical du Chœur de JCP-fans (JCPファン雑唱団, JCP-fan zassyōdan) (1939-),,,,,,,,
Traduction japonaise des vers mis en musique
- El derecho de vivir en paz (平和に生きる権利, Heiwa ni ikiru kenri?)[61], vers et musique de Víctor Jara.

Écrits
- Articles par publiés sur le Journal de La Voix chantante du Japon (「うたごえ新聞」, Utagoe-shinbun?) ((ja) Recherche-NDL) :
  - Aller ici et là des deux hémisphères cérébraux (右往左往な右脳左脳, Uou saou na unou sanou?), 3 août 2009.
  - Chanter dans une résonance mutuelle (響き合って歌を, Hibikiatte uta wo?), 22 mars 2010.
  - Lors de ma rencontre avec Seseragi (「せせらぎ」に会いながら, Seseragi ni ainagara?), 12 juillet 2010.
  - Capacité vocale et expressive: apprendre en écoutant les concerts des chœurs (歌唱力と表現力-合唱発表会に学ぶ, Kasyōryoku to Hyōgenryoku - Gassyō-happyōkai ni manabu?), 11 octobre 2010.
  - Voici, la chanson naît pour la seule rencontre dans la vie: la source de la voix chantante: un cercle choral (一期一会の歌が生まれる-うたごえの泉 うたう会, Ichigoichie no uta ga umareru - Utagoe no izumi, Utau kai?), 9 septembre 2013.
  - Une leçon de direction chorale pour ceux qui chantent (うたい手のための指揮講座, Utaite no tame no shiki kōza?), 28 avril 2014.
  - Chanter avec la jeune voix: les élèves d'études secondaires et enfants de la maternelle (若い声で元気に－高校生と保育園児－, Wakai koe de genkini - Kōkōsei to yōchenji?), 7 mars 2016.
  - La voix dans la chanson des travailleurs: le potentiel des chansons pour extraire la voix (“職場のうた”の声－声を引き出す歌の力, Syokuba no uta no koe - Koe wo hikidasu uta no chikara?), 23 mai 2016.
  - En parlant du mouvement: l'image de ceux qui chantent ensemble (運動を語れば－共に歌う姿, Undō wo katareba - Tomoni utau sugata?), 8 août 2016.

### Hiromi Fujimoto (藤本洋)
Poète (1932-)
Écrits
- Articles publiés sur le magazine culturel mensuel du Parti communiste japonais Bunka-hyōron (日本共産党中央委員会文化誌『文化評論』?) ((ja) Recherche-NDL) :
  - Le nouveau programme de La Voix chantante du Japon (うたごえ運動の新しい方針, Utagoe-undō no atarashii hōshin?), Septembre 1974.
- Articles publiés sur le magazine théorique et politique mensuel du Parti communiste japonais Zen'ei (日本共産党中央委員会理論政治誌『前衛』?) ((ja) Recherche-NDL) :
  - Un choix plus varié du répertoire musical et un nouveau développement de La Voix chantante du Japon (多彩な選曲、新展開する“うたごえ運動”, Tasai na senkyoku - Shintenkai suru Utagoe-undō?), numéro spécial de décembre 1974[22].

### Taku Izumi (いずみたく)
Compositeur (1930-1992)
Écrits
- Articles publiés sur le magazine théorique et politique mensuel du Parti communiste japonais Zen'ei (日本共産党中央委員会理論政治誌『前衛』?) ((ja) Recherche-NDL) :
  - Ma expectation pour le Parti communiste japonais à l'élection générale - le seul parti politique qui a défendu et nourri la culture (総選挙に際して共産党に期待する ― 文化を守り育てた唯一の党, Sōsenkyo ni saishite Kyōsantō ni kitai suru - Bunka wo mamori sodateta yuiitsu no tō?), Décembre 1972.
- Articles publiés sur le magazine culturel mensuel du Parti communiste japonais Bunka-hyōron (日本共産党中央委員会文化誌『文化評論』?) ((ja) Recherche-NDL) :
  - Le climat musical japonais et La Voix chantante du Japon (日本の音楽風土と うたごえ, Nihon no ongaku-fūdo to Utagoe?), Mars 1978.

### Kōji Kinoshita (木下航二)
Compositeur (1925-1999)
Compositions
- Shiawase no uta (しあわせの歌)
- Genbaku wo yurusumaji (原爆を許すまじ)

Exemples des vers mis en musique par Kōji Kinoshita
- Chanson du bonheur (しあわせの歌, Shiawase no uta?)

| Vers originaux japonais | Traduction française |
| --- | --- |
| しあわせは おいらの願い 仕事はとっても苦しいが 流れる汗に未来を込めて 明るい社会をつくること みんなと歌おう しあわせの歌を 響くこだまを 追って行こう しあわせは わたしの願い 甘い想いや夢でなく 今のいまをより美しく 貫き通して生きること みんなと歌おう しあわせの歌を 響くこだまを 追って行こう しあわせは みんなの願い 朝焼けの山河を守り 働く者の平和の心を 世界の人に示すこと みんなと歌おう しあわせの歌を 響くこだまを 追って行こう | Le bonheur est mon espoir, Bien que mon travail soit très fatigant, Dans la sueur qui coule Je vois une promesse d'un avenir, Pour créer une société heureuse. Nous chantons ensemble la chanson du bonheur, et poursuivons l'écho qui résonne. Le bonheur est mon espoir, Ni une pensée douce ni un rêve, Mais juste vivre ce moment présent, D'une manière plus belle et cohérente. Nous chantons ensemble la chanson du bonheur, et poursuivons l'écho qui résonne. Le bonheur est l'espoir de nous tous, De garder les montagnes et les fleuves à l'aube, Et de démontrer aux peuples du monde entier Notre cœur pacifiste: Celui de la classe ouvrière. Nous chantons ensemble la chanson du bonheur, et poursuivons l'écho qui résonne. |

### Histoire générale du mouvement
- Plusieurs auteurs, La Voix chantante du Japon - recueil des chansons favorites: édition définitive (numéro spécial du magazine Chisei, Tokyo, 1956). (ja) Catalogue de la Bibliothèque de l'Université pour femmes Miyagi-Gakuin. 「日本のうたごえ: 決定版 愛唱歌集」（雑誌「知性」1956年増刊号：東京、河出書房）
- Toshio Itoya, Histoire des chansons de travail et celles révolutionnaires (Tokyo, 1970). (ja) Recherche-NDL. 糸屋寿雄「労働歌・革命歌物語」（東京、1970年）
- Akiko Seki, Puisque je suis envoûtée de la voix chantante (Tokyo, 1971). (ja) Recherche-NDL. 関鑑子「歌ごえに魅せられて」（東京、1971年）
- Nishio Jirouhei et Tamotsu Yazawa: Chansons révolutionnaires japonaises (Tokyo, 1974). (ja) Recherche-NDL. 西尾治郎平、矢沢保 編「日本の革命歌」（東京、1974年）
- Yoritoyo Inoue, Voix chantante, étend tes ailes (Tokyo, 1978). (ja) Recherche-NDL. 井上頼豊 編「うたごえよ翼ひろげて: 1948-1978」（東京、1978年）
- Tamotsu Yazawa, Voix chantante pour la liberté et la révolution (Tokyo, 1978). (ja) Recherche-NDL. 矢沢保「自由と革命の歌ごえ」（東京、1978年）
- Plusieurs auteurs, Abécédaire de La Voix chantante du Japon - commémorant le 30e anniversaire du mouvement, in: Kikan Nihon no Utagoe (organe théorique trimestriel du conseil national de La voix chantante du Japon, numéro de décembre 1978). (ja) Recherche-NDL. 「30周年記念 うたごえ運動入門」（日本のうたごえ全国協議会理論誌「季刊日本のうたごえ」1978年12月号）
- Hiromi Fujimoto, Chanter pour la lutte de la classe ouvrière - l'histoire de La Voix chantante du Japon (Tokyo, 1980). (ja) Catalogue de la Bibliothèque préfectorale de Nagasaki. 藤本洋「うたは闘いとともに: うたごえの歩み」（東京、1980年）

### Histoire des secteurs particuliers du mouvement
- Hiromi Fujimoto, Chanter pour la lutte de la classe ouvrière - l'histoire du Chœur Chūō (Tokyo, 1971). (ja) Recherche-NDL. 藤本洋「歌はたたかいとともに: 中央合唱団のあゆみ」（東京、1971年）
- Plusieurs auteurs, Grande rose rouge: mémoires autour de Akiko Seki (Tokyo, 1981). (ja) Recherche-NDL. 関鑑子追想集編集委員会 編「大きな紅ばら: 関鑑子追想集」(東京、1981年)
- Yaeko Morita, Que cette victoire résonne, retentisse: la vie de Sakae Araki (Tokyo, 1983). (ja) Recherche-NDL. 森田ヤエ子「この勝利ひびけとどろけ: 荒木栄の生涯」（東京、1983年）
- Kuniyoshi Kōya, Les chants et la vie de Sakae Araki, compositeur de la classe ouvrière (Tokyo, 1985). (ja) Recherche-NDL. 神谷国善「労働者作曲家 荒木栄の歌と生涯」（東京、1985年）
- Saburō Hino, Binaires, chantez à pleine voix - le romantisme des travailleurs du rail (Tokyo, 1988). (ja) Recherche-NDL. 日野三朗「レールよ高らかにうたえ: 鉄路に生きる男のロマン」（東京、1988年）
- Plusieurs auteurs, Résonnez, voix, en chantant la paix - le mouvement de La Voix chantante du Japon sous l'occupation militaire américaine à Okinawa (Haebaru, Okinawa, 2004). (ja) Recherche-NDL. 沖縄のうたごえ運動編集委員会 企画・編集「ひびけ平和のうたごえ: 米軍占領下の沖縄のうたごえ運動」（沖縄・南風原町、2004年）
- Tsuneko Nara, Souvenir de ma vie pour La Voix chantante du Japon (Tokyo, 2007). (ja) Recherche-NDL. 奈良恒子「うたごえに生きて」（東京、2007年）

### Dissertations scientifiques
- (ja) Shigeyuki Kusano (草野滋之?), « Le mouvement La Voix chantante du Japon et l'auto-formation de la jeunesse / うたごえ運動と青年の自己形成 » [PDF], Université métropolitaine de Tokyo (首都大学東京?),‎ 1983.
- (ja) Shōichi Ōtsubo (大坪正一?), « Recherche empirique sur la propagation d'un mouvement culturel / 文化運動の普及に関する実証的研究 » [PDF], Faculté d'éducation de l'Université de Hirosaki (弘前大学教育学部?),‎ 1998.
- (ja) Mayumi Terada (寺田真由美?), « La signification des chansons populaires japonaises dans le mouvement La Voix chantante du Japon: une étude sur le cas de Kiso-bushi dans les années 30 de l'Ère Shōwa / うたごえ運動における民謡の意義: 昭和30年代の《木曽節》を例として » [PDF], Université de Kobe (神戸大学?),‎ 2003.
- (ja) Yūko Monna (門奈由子?), « Le mouvement La Voix chantante du Japon de la seconde moitié des années 1950 / 1950年代後半の「うたごえ運動」 » [PDF], Université pour femmes du Japon (日本女子大学?),‎ 2012.
- (ja) Hideya Kawanishi (河西秀哉?), « L'étape primordiale du mouvement La Voix chantante du Japon / うたごえ運動の出発 » [PDF], Kobe College (神戸女学院大学?),‎ 2013.

## Sources d'informations par les auteurs ou les parties adverses à la ligne politique de La Voix chantante du Japon

### Justification officielle de la surveillance policière secrète sur les individus e les activités du mouvement par le Gouvernement du Japon
Dans un débat de 26 mai 1964 à la Commission du Cabinet de la Chambre des représentants du Japon (衆議院内閣委員会, Syūgiin Naikaku-iinkai), le vice-ministre de l'Agence d'investigation de sécurité publique (公安調査庁) a affirmé que les investigations policières secrètes sur les activités de cercles chorals et sur les membres de La Voix chantante du Japon étaient effectuées en définissant le Parti communiste japonais et ses sympathisants comme sujet à la surveillance politique selon la Loi sur la prévention des activités subversives (破壊活動防止法).

#### Rapports officiels par le Gouvernement du Japon
- Sur La Voix chantante du Japon - Généralités et avenir du mouvement choral, dans : Rapport mensuel des recherches par le chef du Cabinet (1-1, Janvier 1956). (ja) Recherche-NDL, 内閣官房調査月報（1-1, 1956年1月）所載「“うたごえ”について ― 合唱運動の背景と将来」

#### Procédures de débat à la Chambre des représentants du Japon
- (ja) Un discours par Zentarō Kosaka (du Parti libéral-démocrate) qui mentionne au mouvement de La Voix chantante du Japon comme un moyen de communisation idéologique du peuple par le Parti communiste japonais : texte original de la minute (6 juin 1955), à la Commission du Budget de la Chambre des représentants du Japon (衆議院予算委員会, Syūgiin Yosan-iinkai?), à consultation publique sur le (ja) Site officiel de Recherche des procédures de la Diète du Japon (国会会議録検索システム). 第22回国会　衆議院予算委員会　第24号（1955年6月6日） 議事録：小坂善太郎（自由民主党）による質問
- (ja) Un débat autour de la surveillance des militants de La Voix chantante du Japon et des membres du Parti communiste japonais : texte original de la minute (26 mai 1964), à la Commission du Cabinet de la Chambre des représentants du Japon (衆議院内閣委員会, Syūgiin Naikaku-iinkai?), à consultation publique sur le (ja) Site officiel de Recherche des procédures de la Diète du Japon (国会会議録検索システム). 第46回国会　内閣委員会 第36号（1964年5月26日） 法務省設置法の一部を改正する法律案（内閣提出第59号） 議事録：宮下明義（公安調査庁次長）による答弁

#### Publications des partis politiques (sauf pour le Parti communiste japonais)
- Signification et perspective de l'institution d'une nouvelle Voix chantante - pour éliminer la suprématie politique du Parti communiste japonais, article par Tatsurō Urushizaki publié sur l'organe mensuel du Parti socialiste japonais (Juin 1965, p. 144-149).　(ja) Recherche-NDL. 漆崎達郎「新しいうたごえ結成の意義と展望 - 日共の政治主義的支配を排して」（「月刊社会党」1965年6月号、144-149ページ）

#### Remarques sur le mouvement de La Voix chantante du Japon pour la sécurité publique de l'État
- Les activités culturelles de la Gauche et les syndicats: en relation avec la stratégie de popularisation par le Parti communiste japonais, livre publié par le Cercle de recherche sur les pensées des travailleurs (Tokyo, 1955). (ja) Recherche-NDL. 労働思想研究会 編「左翼文化活動と労組: 日共の大衆化工作との関連」（東京、1955年）
- Faits réels de La Voix chantante du Japon, article par Syūzō Sunada publié sur Keisatsu jiho [Annonces policières] (Avril 1956), p. 15-18. (ja) Recherche-NDL. 砂田周藏「うたごえ運動の実態」（「Keisatsu jiho」［ママ］1956年4月号所載）
- La culture envahie: la Chine, l'Union soviétique, le Parti communiste japonais, les associations affiliées et les cercles - anatomie de l'organisation et de la stratégie, livre de Ichirō Fujiwara (Tokyo, 1957). (ja) Recherche-NDL. 藤原一郎「侵された文化: 中ソ・日共・外郭団体・サークル その組織と戦術の解剖」（東京、1957年）
- Cinquante leçons de la police d'État pour faire face aux nouveaux mouvements de la Gauche, livre publié par le Cercle de recherche sur les actions concrètes de la garde (Tokyo, 1959). (ja) Recherche-NDL. 警備実務研究会 編「新左翼警察五十講」（東京、1959年）
- Manuel pour les mouvements culturels: l'influence et les faits réels de la Gauche, ed.1962, livre publié par le Institut de recherche des cultures nationales et étrangères (Tokyo, 1962). (ja) Recherche-NDL. 内外文化研究所 編「文化運動便覧: 左翼勢力の影響と実態 1962年版」（東京、1962年）
- 30 associations de la Gauche: la manière dont le Japon sera détruit, livre publié par le Institut de recherche des mouvements idéologiques (Tokyo, 1968). *(ja) Recherche-NDL. 思想運動研究所 編「左翼30集団: こうして日本は破壊される」（東京、1968年）
- Vocabulaire facile de l'extrême Gauche, l'extrême Droite et du Parti communiste japonais, livre publié par le Cercle de recherche sur la garde publique (Tokyo, 1990). (ja) Recherche-NDL. 警備研究会 著［ママ］「わかりやすい極左・右翼・日本共産党用語集」（東京、1990年）